# Евдокия Ингерина
Евдокия Ингерина (на гръцки: Ευδοκία Ιγγερίνα) е византийска императрица, съпруга на византийския император Василий I Македонец и майка на императорите Лъв VI Философ и Александър, както и на константинополския патриарх Стефан I.

## Биография
Евдокия е дъщеря на Ингерн, варяжки телохранител от императорската гвардия. Майка ѝ е Мартинакия, далечна роднина на императорското семейство.
Поради факта, че семейството на Евдокия почитало иконоборческата ерес, то не се ползвало с доброто отношение на императрица Теодора. Около 855 г. Евдокия става метреса на император Михаил III, което предизвиква гнева на майката на императора. За да избегне скандала, който щял да се разгори, ако напусне съпругата си, Михаил III омъжва Евдокия за своя приятел и бъдещ император Василий, но Михаил III продължава връзката си с нея, докато Василий от своя страна поддържа любовна връзка със сестрата на Михаил III, Текла.
През септември 866 г. Евдокия ражда син, бъдещия император Лъв VI Философ, а през ноември 867 г. ражда и втория си син, Стефан. Официално децата ѝ били и синове на Василий, но това често е поставяно под въпрос дори и от самия съпруг на Евдокия. Провъзгласяването на Василий за съимператор през май 867 г. разпространило слуха, че със сигурност Лъв бил незаконен син на Михаил III, който издигнал Василий за съимператор, за да осигури короната за сина си от Евдокия. Бащинството на по-малките деца на Евдокия не било поставяно под съмнение, тъй като Михаил III бил убит през септември 867 г.
При управлението на Василий I Македонец Евдокия се забърква в афера с друг мъж, когото императорът принудил да се замонаши.
Евдокия умира през 882 г. малко след като избрала Теофано за съпруга на сина си Лъв.

## Деца
Официално Евдокия Ингерина и Василий I Македонец имат шест деца:
- Лъв VI Философ (19 септември 866 – 11 май 912)
- Стефан I (ноември 867 – 18 май 893)
- Александър (ок. 870 – 6 юни 913)
- Анна Порфирогенита
- Елена Порфирогенита
- Мария Порфирогенита